# رشيد (بندقية)
بندقية رشيد بندقية نصف آلية مصرية (أثناء الجمهورية العربية المتحدة) مطورة عن بندقية حكيم، كان يستخدمها الجيش المصري قبل أن يستبدلها بالكلاشنكوف (رشاش المعادي). صُنعت في مصنع 54 الحربي (تغير اسمه لاحقاً إلى المعادي للصناعات الهندسية)، بدأ إنتاجها بسنة 1960 وصنع منها أكثر من 10,000 قطعة. كانت ذات جودة أقل وتكلفة إنتاجية أكبر من نظيرتها البندقية السوفيتية (سيمينوف)، لذا توقف إنتاجها وبدأ الجيش المصري باستيراد الكلاشنكوف السوفيتي قبل أن يبدأ بتصنيعه في مصر بنفس المصنع ويطلق عليه اسم المعادي.
تجمع البندقية عناصر من بنادق مختلفة، كبندقية حكيم (آلية التلقيم والرمي) وبندقية سيمينوف (السبطانة أو الماسورة وغطائها ونظام الغاز). لكنها تختلف عن بندقية حكيم بأنها صممت منذ البداية لاستعمال العيار الروسي ( 39×7,62 مم) على النقيض من حكيم التي عُدلت فيما بعد لتستعمل العيار الروسي.

## مواصفات البندقية
- الطول العامّ للبندقية بلغ 1035 مليمتر (بندقية قصيرة)
- العيار: 7.62×39 ملم
- الوزن: 4.19 كيلوغرام
- مخزن الذخيرة احتوى على 10 إطلاقات.
- يمكن أن تجهّز بحربة قابلة للفصل والنزع (طول الحربة 305 مم)